# Прели (Ђенова)
Прели је насеље у Италији у округу Ђенова, региону Лигурија.
Према процени из 2011. у насељу је живело 55 становника. Насеље се налази на надморској висини од 247 м.